# Centro Esportivo São Gonçalo do Amarante
Centro Esportivo São Gonçalo do Amarante é um time da cidade de São Gonçalo do Amarante (Ceará). Manda seus jogos no Estádio Major Adelino. É filiado na Federação Cearense de Futebol .

## Desempenho em Competições

### Campeonato Cearense Feminino
| Ano  | Posição            |
| 2015 | 8º (Vice-Lanterna) |
| 2016 | 5º                 |
| 2017 | 1º (Campeão)       |

## Títulos

### Futebol Feminino

#### Estaduais
- Cearense Feminino: 2017